# St.-Stephans-Kirche (Tuğ)

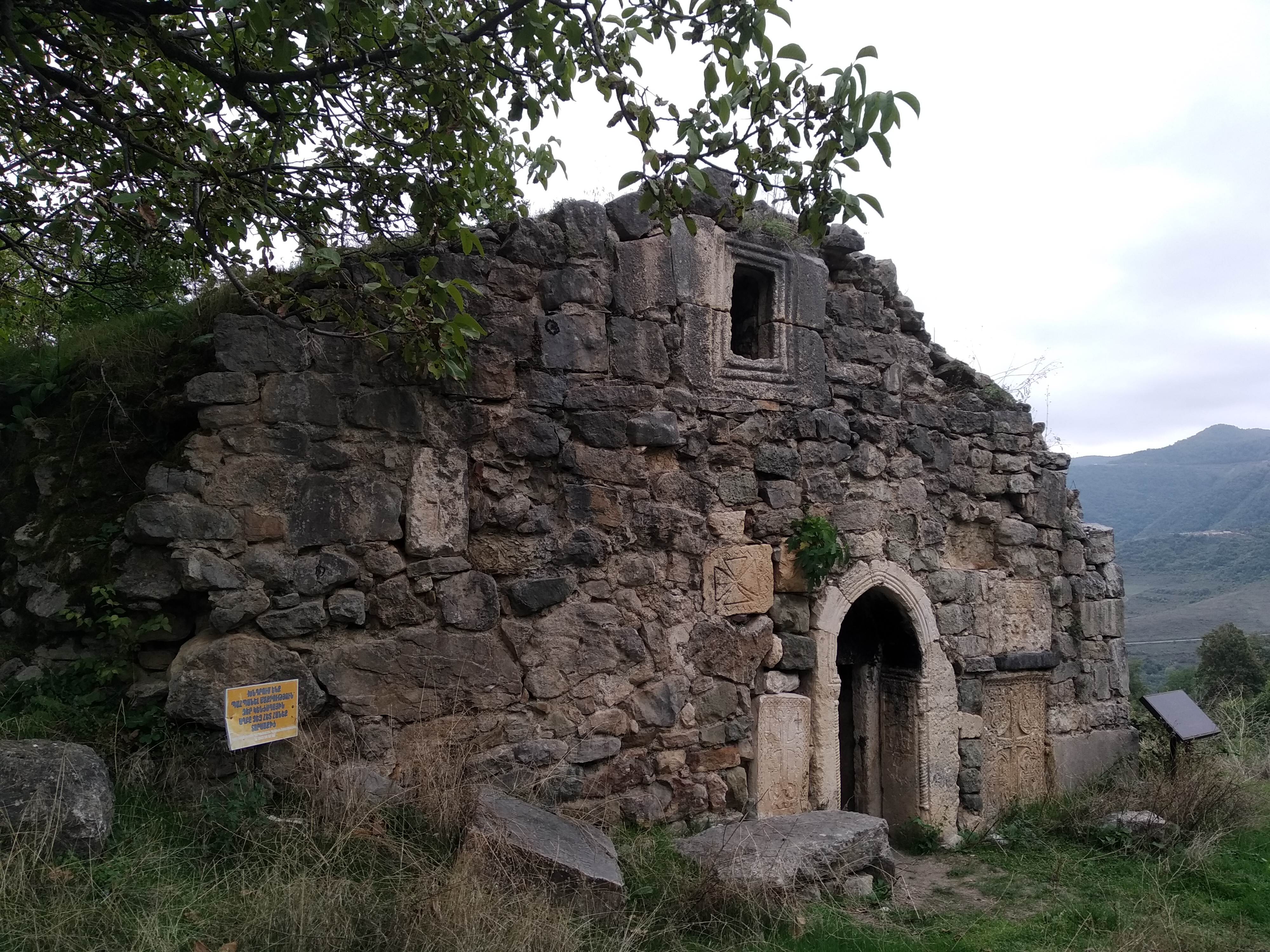
Die Kirche Surb Stepanos in Togh (2019)

Die St.-Stephans-Kirche (Surb Stepanos, armenisch Տողի Սուրբ Ստեփանոս եկեղեցի) ist eine armenisch-apostolische Kirche aus dem 12. Jahrhundert im Dorf Tuğ/Togh (Տող) in der Region Bergkarabach (Rayon Xocavənd, ehemals Provinz Hadrut der Republik Arzach) in Aserbaidschan.

## Lage
Die Kirche befindet sich im südwestlichen Teil des Dorfes Togh in der Nähe des alten Friedhofs.

## Geschichte
Wann die Kirche errichtet wurde, ist unbekannt. Sargis Jalalyants schreibt in seinem Reisebericht Reise nach Groß-Armenien, dass ihm Bewohner bei seinem Aufenthalt in Togh von einem Nachkommen der Fürsten von Karabach erzählten, der zur Konversion zum Islam gezwungen wurde und dann wieder Christ wurde, woraufhin er als Zeichen seines Glaubens die Kirchen von St. Stepanos und Kusanats errichtete. Im Türsturz der Kirche kann man lesen, dass das Gebäude im Jahre 1747 von Melik Yegan und seinem Sohn Melik Yesayi renoviert wurde.
Nach dem Bergkarabachkrieg von 1992 bis 1994 gehörte das Dorf Togh mit der Kirche zur Republik Bergkarabach, wurde aber im Krieg um Bergkarabach 2020 von der Armee Aserbaidschans eingenommen. Seitdem leben keine Mitglieder der autochthonen armenischen Kirchengemeinde mehr im Ort.

## Architektur
Die Kirche hat einen rechteckigen Grundriss, ein gewölbtes Dach (12 m × 7,8 m) sowie einen Altar und Nebenräume an der Ostseite. Die Mauern der Kirche bestehen aus behauenen Steinen. Für die Fassadenverkleidung wurden grob behauene Steine verwendet, für das Mauerwerk des Bogens sowie der Fenster- und Türrahmen kamen gut behauene Steine zum Einsatz.
Beim Mauerwerk der Pylone, die das Hauptgewicht des Gebäudes tragen, wurde ein Butobetonsockel verwendet, bei der Verkleidung kamen gut behauene Steine zum Einsatz. Das Mauerwerk der Apsis verdeckte nicht das Fundament des antiken Gebäudes. Die Überreste des antiken Gebäudes mit Kuppel sind nicht nur im Inneren des Gebäudes, sondern auch an seiner Außenseite vor der Südwand deutlich sichtbar. In dem Gebäude ist das Seitenschiff durch eine wandartige Kolonnade vom Mittelschiff getrennt. Ein ungewöhnlich geformter Pylon in der Mitte der Kirche teilt sie in zwei Teile: Der kleinere Teil enthält antike Gräber. Aufgrund der Reliefmerkmale des Geländes liegt der Boden der Kirche teilweise 1,5 Meter unter der Erdoberfläche.
In die Wände der Kirche integriert sind über 50 Chatschkare (traditionelle armenische Kreuzsteine), kreuzförmige Steintafeln, Grabsteine und Teile früher christlicher Bauwerke, von denen einige armenische Inschriften aus dem 15. bis 17. Jahrhundert besitzen. Dutzende antiker Grabsteine rund um die Kirche weisen viele künstlerische Szenen auf, die mit Motiven von Reitern, Jägern und Musikern verziert sind.